# Олех Вікторія Вікторівна
Вікторія Вікторівна Олех (нар. 2 жовтня 1993) — українська лижниця, учасниця зимових Олімпійських ігор 2022 року.

## Біографія
Олех розпочала виступи за національну збірну України у 2011 році. Вона виступила на юнацькому Олімпійському фестивалі у місті Ліберець, де її найкращим результатом стало 37-ме місце у класичній гонці на 7,5 км. З 2011 по 2013 роки тричі виступала на юнацьких чемпіонатах світу. Найкращий результат на цих змаганнях вона показала у 2012 році, в турецькому Ерзурумі, фінішувавши 54-ю в скіатлоні на 10 км. Також тричі брала участь в Універсіадах (з 2013 по 2017 рік).
23 січня 2021 року провела свою першу гонку на етапах Кубка світу, посівши 49-те місце у скіатлоні.
Станом на січень 2022 року найкращим особистим результатом спортсменки на етапах Кубка світу є 47-ме місце в гонці переслідування на 10 км вільним стилем, яке вона посіла 28 листопада 2021 року в фінському місті Рука. Найкращим досягненням в естафетах є 11-те місце, яке українські лижниці посіли 24 січня 2021 року в Лахті.
5 лютого 2022 року відбулася перша гонка Олімпійських ігор у Пекіні. У скіатлоні вона посіла 60-те місце із 65 учасниць.

## Олімпійські ігри
| Рік  | Місто        | Класика | Скіатлон | Вільний стиль | Спринт | Командний спринт | Естафета |
| ---- | ------------ | ------- | -------- | ------------- | ------ | ---------------- | -------- |
| 2022 | Пекін, Китай | 76      | 60       | 58            | 69     | —                | 18       |

## Чемпіонат світу
| Рік  | Місто                       | Вільний стиль | Скіатлон | Класика | Спринт | Командний спринт | Естафета 4×10 км |
| ---- | --------------------------- | ------------- | -------- | ------- | ------ | ---------------- | ---------------- |
| 2019 | Зеефельд-ін-Тіроль, Австрія |               | 47       | 70      | 74     |                  | 17               |
| 2021 | Оберстдорф, Німеччина       | 73            | 56       | 46      | 67     |                  | 17               |